# Фомічевський Григорій
Григорій Фомічевський (нар. 10 січня 1894 — пом. 12 березня 1966) — підполковник Армії УНР.

## Життєпис
Народився в слободі Пісок Ізюмського повіту (можливо, Піски-Радьківські) Харківської губернії. Брав участь у Першій світовій війні. Останнє звання у російській армії — підпоручик.
Був делегатом III Всеукраїнського військового з'їзду. У складі 4-го Сірожупанного полку Збірної Волинської дивізії брав участь у Першому Зимовому поході.
З 1921 р. перебував на еміграції у Польщі, жив у Коломиї. З 1944 р. — у Німеччині, де став священиком. З 1949 р. — в Австралії.
З 1950 р. — настоятель Святомихайлівської парафії УАПЦ.
Помер та похований у місті Перті.